# Alû
En tiempos de la antigua Mesopotamia, los mitos cuentan que Alû fue un demonio al que le gustaba la oscuridad y el silencio, probablemente un Utukku. Generalmente se le representaba como forma de perro, a veces sin ojos, oídos, o boca.